# 62e division de fusiliers (2e formation)
Pour les articles homonymes, voir 62e division.
La 62e division de fusiliers (russe : 62-я стрелковая дивизия) est une division d'infanterie de l'Armée rouge pendant la Seconde Guerre mondiale.

## Histoire
La première formation de la 62e division de fusiliers est dissoute en septembre 1941. La nouvelle 62e division de fusiliers est formée en novembre 1941 dans le district militaire de Moscou (ou en octobre 1941 dans le district militaire de Kharkov).
La division est envoyée dès novembre à la 40e armée du front du Sud-Ouest. Elle est engagée dans l'offensive de Koursk-Oboïan (en) en janvier. En avril 1942, la 40e armée, dont fait partie la division, passe au front de Briansk. En juin, les Allemands lancent l'opération Fall Blau et la division est notamment engagée dans la défense de Voronej. Devant les pertes subies face aux offensives allemandes, la division quitte les opérations actives le 29 juillet et est mise au repos dans le district militaire de la Volga. Elle passe ensuite à la 10e armée de réserve dans les réserves de la Stavka.
Le 7 octobre 1942, la division revient dans les opérations actives : rattachée à la 66e armée du front du Don, elle participe aux offensives soviétiques menées au nord de la bataille de Stalingrad. Diminuée par ces assauts, elle est dissoute le 2 novembre et ses éléments renforcent les autres unités de la 66e armée.
Une nouvelle 62e division est formée au printemps 1943.

## Composition
Son ordre de bataille est le suivant :
- 104e régiment de fusiliers
- 123e régiment de fusiliers
- 306e régiment de fusiliers
- 89e régiment d'artillerie
- 126e groupe (divizion) indépendant antichar
- 392e groupe indépendant d'artillerie antiaérienne (puis 401e batterie antiaérienne)
- 527e groupe de mortiers (à partir du 18 novembre 1941)
- 6e bataillon indépendant de mitrailleuses
- 95e compagnie de reconnaissance
- 108e bataillon de sapeurs
- 93e bataillon indépendant de transmissions
- 33e bataillon médical-sanitaire
- 113e compagnie indépendante de défense anti-gaz
- 56e bataillon automobile
- 72e boulangerie de campagne
- 771e bureau de poste de campagne
- 547e bureau de campagne de la Gosbank (puis 1647e).

## Commandants
La division a eu deux commandants :
- colonel Paviel Akimovitch Navrotskiï du 25 novembre 1941 au 30 juillet 1942,
- colonel Alexeï Stepanovitch Frolov du 1er août au 2 novembre 1942.